# Tia Carrere
Tia Carrere, född som Althea Rae Duhinio Janairo den 2 januari 1967 i Honolulu, Hawaii, är en amerikansk skådespelerska och musiker. Hon har rötter från Filippinerna, Spanien, Kina och Hawaii. Hon är känd för sina roller som Cassandra i filmerna Wayne's World och Wayne's World 2 och som Sydney Fox i TV-serien Kultjägarna.

## Biografi
Carrere föddes på Hawaii och har kinesiska, spanska och filippinska släktingar.
Hon fick sitt genombrott i såpoperan General Hospital. Efter att ha fått sitt filmgenombrott i Wayne's World fick hon flera roller, och har också spelat in musikalbum. 2009 fick hon, efter tre nomineringar, en Grammy.
Under 1990-talet svalnade hennes filmkarriär och hon övergick till TV, där hon bland annat spelade den äventyrliga arkeologen Sydney Fox i Kultjägarna.
Hon har varit gift med filmproducenten Elie Samaha (1992-2000). 2002 gifte hon sig med Simon Wakelin. De fick en dotter 2005, innan de skilde sig 2010.

## Filmografi, i urval
- 1985 – Airwolf (TV-serie) (1 avsnitt)
- 1986–1988 – MacGyver (TV-serie) (2 avsnitt)
- 1986 – The A-Team (TV-serie) (1 avsnitt)
- 1986 – Zombie Nightmare
- 1987 – Pluton B i Vietnam (TV-serie) (1 avsnitt)
- 1988 – Noble House (TV-serie)
- 1988 – Aloha summer
- 1989 – Fine gold
- 1989 – The Road Raiders (TV-serie)
- 1990 – Fatal mission
- 1990 – Instant Karma
- 1990 – Quantum Leap (TV-serie) (1 avsnitt)
- 1990 – Våra värsta år (TV-serie) (1 avsnitt)
- 1991 – Harley Davidson and the Marlboro Man
- 1991 – Showdown in Little Tokyo
- 1992 – Little sister
- 1992 – Intimate Stranger
- 1992 – Röster från andra sidan graven (TV-serie) (1 avsnitt)
- 1992 – Wayne's World
- 1993 – Blodröd sol
- 1993 – Quick
- 1993 – Wayne's World 2
- 1994 – Fientliga avsikter
- 1994 – I brännpunkten
- 1994 – True Lies
- 1995 – The Immortals
- 1995 – Dummare än dum
- 1996 – Rysk roulette
- 1996 – Ofarliga sinnen
- 1997 – Cold Cash in Las Vegas
- 1997 – Kull – Erövraren
- 1998 – 20 Dates
- 1998 – Dogboys (TV-serie)
- 1998 – Herkules (TV-serie) (röstroll, 1 avsnitt)
- 1999–2002 – Kultjägarna (TV-serie) (66 avsnitt)
- 1998 – S.C.A.R. – dödspatrullen
- 1999 – Five Aces
- 1999 – The Night of the Headless Horseman (röst)
- 2000 – Merlin: The Return
- 2002 – Meet Prince Charming
- 2002 – Lilo & Stitch (röst)
- 2003 – Stitch! - Experiment 626 (röst)
- 2004 – Torn Apart
- 2005 – Back in the Day
- 2005 – Aloha, Scooby-Doo! (röst)
- 2005 – Lilo & Stitch 2 (röst)
- 2005 – Supernova (TV-serie)
- 2006 – Leroy & Stitch (röst)
- 2006 – OC (TV-serie) (1 avsnitt)
- 2007 – Nip/Tuck (TV-serie) (1 avsnitt)
- 2008 – Dark Honeymoon
- 2009 – CSI: Miami (TV-serie) (1 avsnitt)
- 2009 – Wild Cherry
- 2010 – Hard Breakers
- 2011 – You May Not Kiss the Bride
- 2012 – In Plain Sight (TV-serie) (4 avsnitt)
- 2015 – Hawaii Five-0 (TV-serie) (1 avsnitt)
- 2017 – Blue Bloods (TV-serie) (1 avsnitt)
- 2023 – NCIS: Los Angeles (TV-serie) (1 avsnitt)
- 2023 – Never Have I Ever (TV-serie) (1 avsnitt)
- 2025 – Lilo & Stitch